# Atanas Srebrew
Atanas Srebrew (bulgarisch Атанас Сребрев, engl. Transkription Atanas Srebrev; * 19. April 1971 in Sofia) ist ein bulgarischer Schauspieler und Synchronsprecher.

## Leben
Srebrew machte seinen Master of Fine Arts in Schauspiel an der Nationalen Akademie für Theater- und Filmkunst „Krastjo Sarafow“. Er wagte den Schritt, als Schauspieler in den Vereinigten Staaten tätig zu sein. Seit einer Nebenrolle im Film Commando Deep Sea aus 2002 tritt er als Darsteller von zumeist Nebenrollen in Erscheinung. 2012 verkörperte er in insgesamt 52 Episoden der bulgarischen Fernsehserie Where’s Maggie die Rolle des Branko Andonov. Er übernahm überwiegend Charakterrollen in Fernsehfilmen, die speziell für den Sender Syfy produziert wurden.

## Filmografie (Auswahl)
- 2002: Commando Deep Sea (Frogmen Operation Stormbringer)
- 2002: Shark Attack 3: Megalodon
- 2003: Rats – Mörderische Brut (Rats)
- 2003: Con Rail
- 2003: In Hell – Rage Unleashed (In Hell)
- 2003: Alien Jäger – Mysterium in der Antarktis (Alien Hunter)
- 2003: Air Marshals – Horrorflug ins Ungewisse (Air Marshal)
- 2003: Maximum Velocity
- 2003: Epoch: Evolution (Fernsehfilm)
- 2003: Submarines – Ein erbarmungslos teuflischer Plan (Submarines)
- 2003: Marines
- 2004: Creature: It’s a Killing Machine … From Outer Space! (Alien Lockdown, Fernsehfilm)
- 2004: Spartacus (Fernsehfilm)
- 2004: Air Strike
- 2004: Apokalypse Eis (Post Impact)
- 2004: Boa vs. Python
- 2004: Phantom Force (Fernsehfilm)
- 2004: Lawinen – Der weiße Tod (Nature Unleashed: Avalanche)
- 2004: Raptor Island (Fernsehfilm)
- 2005: Mosquito Man (Mansquito, Fernsehfilm)
- 2005: Raging Sharks – Killer aus der Tiefe (Raging Sharks)
- 2005: Alien Siege – Tod aus dem All (Alien Siege, Fernsehfilm)
- 2005: Submerged
- 2005: Frederick Forsyth: Das schwarze Manifest (Fernsehfilm)
- 2005: Sharkman – Schwimm um dein Leben (Hammerhead: Shark Frenzy, Fernsehfilm)
- 2005: Target of Opportunity
- 2005: Spur der Verwüstung (Path of Destruction, Fernsehfilm)
- 2005: The Mechanik (The Russian Specialist)
- 2005: Heuschrecken – Die achte Plage (Locusts: The 8th Plague, Fernsehfilm)
- 2005: Manticore – Blutige Krallen (Manticore, Fernsehfilm)
- 2006: Im Fadenkreuz II – Achse des Bösen (Behind Enemy Lines II: Axis of Evil)
- 2006: Undisputed 2 (Undisputed II: Last Man Standing)
- 2006: Hannibal – Der Albtraum Roms (Hannibal – Rome’s Worst Nightmare, Fernsehfilm)
- 2006: The Black Hole (Fernsehfilm)
- 2006: Dragon Dynasty (Fernsehfilm)
- 2006: Nuremberg: Nazis on Trial (Miniserie, Episode 1x02)
- 2006: The Contract
- 2006: Zombies (Wicked Little Things)
- 2006: Basilisk – Der Schlangenkönig (Basilisk: The Serpent King, Fernsehfilm)
- 2007: Grendel (Fernsehfilm)
- 2007: Trade Routes
- 2007: Until Death
- 2007: Harpies (Fernsehfilm)
- 2007: Rin Tin Tin
- 2007: Lost Colony (Fernsehfilm)
- 2007: Hitman – Jeder stirbt alleine (Hitman)
- 2008: The Shepherd (The Shepherd: Border Patrol)
- 2008: Hero Wanted – Helden brauchen kein Gesetz (Hero Wanted)
- 2008: Copperhead (Fernsehfilm)
- 2008: Auf der Jagd nach der Monster Arche (Monster Ark, Fernsehfilm)
- 2008: Shark in Venice
- 2008: Der Prinz & ich – Königliche Flitterwochen (The Prince & Me)
- 2009: The Code – Vertraue keinem Dieb (Thick as Thieves)
- 2009: Die Echelon-Verschwörung (Echelon Conspiracy)
- 2009: It’s Alive
- 2009: Star Runners (Fernsehfilm)
- 2009: Infestation – Nur ein toter Käfer ist ein guter Käfer (Infestation)
- 2009: Command Performance
- 2009: Messengers 2: The Scarecrow
- 2009: The Tournament
- 2009: Ninja
- 2009: Die Geisterstadt (Ghost Town, Fernsehfilm)
- 2010: Dark Relic – Sir Gregory, der Kreuzritter (Dark Relic, Fernsehfilm)
- 2010: Mission London
- 2010: Arctic Predator – Der weiße Tod (Arctic Predator, Fernsehfilm)
- 2010: Lake Placid 3 (Fernsehfilm)
- 2010: Prowl
- 2011: The Task
- 2011: Super Tanker (Fernsehfilm)
- 2011: Cold Fusion
- 2011: Red Faction – Die Rebellen (Red Faction: Origins, Fernsehfilm)
- 2011: Rage of the Yeti – Gefährliche Schatzsuche (Rage of the Yeti, Fernsehfilm)
- 2011: Volcano 2 – Feuerinferno in Miami (Miami Magma, Fernsehfilm)
- 2012: El Gringo
- 2012: True Bloodthirst
- 2012: The Anomaly (Kurzfilm)
- 2012: Branded
- 2012: Jigsaw Puzzle
- 2012: Where’s Maggie (Kade e Magi/Къде е Маги) (Fernsehserie, 52 Episoden)
- 2013: Yeti – Das Geheimnis des Glacier Peak (Deadly Descent, Fernsehfilm)
- 2013: Spider City – Stadt der Spinnen (Spiders3D)
- 2013: Company of Heroes
- 2013: Jet Stream (Fernsehfilm)
- 2013: Robocroc (Fernsehfilm)
- 2013: Taken: The Search for Sophie Parker (Fernsehfilm)
- 2013: Supercollider
- 2013: Station Europe: Sofia2019 (Miniserie, Episode 1x07)
- 2013: Enemies Closer – Gefährlich nah (Enemies Closer)
- 2014: 300: Rise of an Empire
- 2014: Rio 2: The Making of the Bulgarian Dubbing (Kurzfilm)
- 2014: Iron Ivan (Poddubnyy/Поддубный)
- 2014: Tom Sawyer & Huckleberry Finn
- 2014: Index Zero
- 2015: Throwaways – Der einzige Ausweg (The Throwaways)
- 2015: Survivor
- 2015: Roboshark (Fernsehfilm)
- 2015: Ruby Strangelove Young Witch
- 2015: Re-Kill
- 2016: Das Jerico Projekt (Criminal)
- 2016: Section Zéro (Fernsehserie, Episode 1x07)
- 2016: Aufstand der Barbaren (Barbarians Rising, Miniserie, Episode 1x01)
- 2016: Sniper: Ghost Shooter
- 2016: Beyond Valkyrie: Morgendämmerung des “Vierten Reichs” (Beyond Valkyrie: Dawn of the 4th Reich)
- 2016: Mechanic: Resurrection
- 2017: Security
- 2017: Open the Door
- 2017: Valentine’s Again (Fernsehfilm)
- 2017: Loving Pablo
- 2017: Pfad der Rache (Acts of Vengeance)
- 2017: 8 Days That Made Rome (Fernsehserie, Episode 1x02)
- 2017: Absentia (Fernsehserie, 3 Episoden)
- 2017: The Remission Path
- 2017: Day of the Dead: Bloodline
- 2018: Crystal Inferno
- 2018: Hurricane Heist (The Hurricane Heist)
- 2018: Hunter Killer
- 2018: 211 – Cops Under Fire
- 2018: Der ägyptische Spion, der Israel rettete (The Angel)
- 2019: We Die Young
- 2019: Hellboy – Call of Darkness (Hellboy)
- 2019: A Paris Romance (Fernsehfilm)
- 2019: Very Valentine (Fernsehfilm)
- 2019: Angel Has Fallen
- 2019: Rambo: Last Blood
- 2020: Search and Destroy
- 2020: Picture Perfect Royal Christmas (Fernsehfilm)
- 2021: After Love
- 2022: Memory – Sein letzter Auftrag (Memory)
- 2022: After Forever
- 2024: Subservience

## Synchronisation
- 2018: The Golden Apple (Zlatnata yabalka/Златната ябълка) (Zeichentrickserie, Episode 1x01)